# Gazélec Football Club Ajaccio Volley-Ball 2019-2020
Questa voce raccoglie le informazioni riguardanti il Gazélec Football Club Ajaccio Volley-Ball nelle competizioni ufficiali della stagione 2019-2020.

## Organigramma societario
Area direttiva
- Presidente: Antoine Exiga

Area tecnica
- Allenatore: Frédéric Ferrandez
- Allenatore in seconda: Nikolai Kratchkovsky

## Rosa
| N° | Nome                   | Ruolo | Data di nascita   | Nazionalità sportiva |
| -- | ---------------------- | ----- | ----------------- | -------------------- |
| 2  | Alexandre Masy         | S     | 28 febbraio 2000  | Francia              |
| 3  | Philipp Kroiss         | L     | 2 marzo 1988      | Austria              |
| 4  | Clément Moracchini     | P     | 18 marzo 2000     | Francia              |
| 5  | Arvydas Mišeikis       | O     | 17 settembre 1987 | Lituania             |
| 7  | Gilles Lomba           | S     | 18 agosto 1997    | Francia              |
| 8  | Ludovic Castard        | O     | 18 gennaio 1983   | Francia              |
| 9  | Axel Truhtchev         | S     | 29 aprile 1995    | Francia              |
| 10 | Wassim Ben Tara        | O     | 3 agosto 1996     | Polonia              |
| 11 | Dejan Radić            | C     | 6 novembre 1984   | Serbia               |
| 12 | Thièbault Bruckert     | C     | 16 aprile 1991    | Francia              |
| 14 | Aleksandar Milivojević | S     | 21 febbraio 1983  | Montenegro           |
| 15 | Maxime Roatta          | C     | 27 gennaio 1999   | Francia              |
| 16 | Paolo Aria             | S     | 16 marzo 2001     | Francia              |
| 17 | Yoann Jaumel           | P     | 16 settembre 1987 | Francia              |

## Risultati

### Coppa di Francia

#### Fase a eliminazione diretta
| Ottavi di finale - 29 ottobre 2019 Salle Jean-Masson, Chaumont | Chaumont | 3 - 2 | Gazélec Ajaccio | 21-25, 22-25, 25-17, 25-19, 15-12 |

### Coppa CEV

#### Fase a eliminazione diretta
| Sedicesimi di finale (andata) - 10 dicembre 2019 U Palatinu, Ajaccio              | Gazélec Ajaccio | 3 - 0 | Amriswil        | 25-20, 25-14, 25-21               |
| Sedicesimi di finale (ritorno) - 18 dicembre 2019 Sporthalle Tellenfeld, Amriswil | Amriswil        | 2 - 3 | Gazélec Ajaccio | 23-25, 25-21, 17-25, 25-18, 8-15  |
| Ottavi di finale (andata) - 28 gennaio 2020 U Palatinu, Ajaccio                   | Gazélec Ajaccio | 3 - 1 | Mladost Brčko   | 22-25, 25-22, 25-22, 25-20        |
| Ottavi di finale (ritorno) - 12 febbraio 2020 Sportska Dvorana Magnet, Brčko      | Mladost Brčko   | 3 - 2 | Gazélec Ajaccio | 25-17, 25-23, 23-25, 12-25, 17-15 |
| Quarti di finale (andata) - 26 febbraio 2020 U Palatinu, Ajaccio                  | Gazélec Ajaccio | 0 - 3 | Modena          | 26-28, 21-25, 22-25               |
| Quarti di finale (ritorno) -                                                      | Modena          | -     | Gazélec Ajaccio | annullata                         |